# Fußball-Club St. Pauli von 1910 1988-1989
Questa voce raccoglie le informazioni riguardanti il Fußball-Club St. Pauli von 1910 nelle competizioni ufficiali della stagione 1988-1989.

## Stagione
Nella stagione 1988-1989 il St. Pauli, allenato da Helmut Schulte, concluse il campionato di Bundesliga al 10º posto. In Coppa di Germania il St. Pauli fu eliminato al primo turno dal Kaiserslautern.

## Rosa
| N. |                       | Ruolo | Calciatore            |
| -- | --------------------- | ----- | --------------------- |
| 1  | Germania (bandiera)   | P     | Klaus Thomforde       |
| 3  | Germania (bandiera)   | C     | Jürgen Gronau         |
|    | Germania (bandiera)   | P     | Volker Ippig          |
|    | Germania (bandiera)   | D     | Jens Duve             |
|    | Slovacchia (bandiera) | D     | Ján Kocian            |
|    | Germania (bandiera)   | D     | Reinhard Kock         |
|    | Germania (bandiera)   | D     | Bernhard Olck         |
|    | Germania (bandiera)   | D     | André Trulsen         |
|    | Germania (bandiera)   | D     | Klaus Ulbricht        |
|    | Germania (bandiera)   | C     | Hans-Jürgen Bargfrede |
|    | Germania (bandiera)   | C     | Michael Dahms         |

| N. |                      | Ruolo | Calciatore          |
| -- | -------------------- | ----- | ------------------- |
|    | Germania (bandiera)  | C     | Egon Flad           |
|    | Danimarca (bandiera) | C     | Morten-Fibak Jensen |
|    | Germania (bandiera)  | C     | Peter Knäbel        |
|    | Germania (bandiera)  | C     | Klaus Ottens        |
|    | Germania (bandiera)  | C     | Dirk Zander         |
|    | Germania (bandiera)  | A     | André Bistram       |
|    | Germania (bandiera)  | A     | André Golke         |
|    | Germania (bandiera)  | A     | Jörn Großkopf       |
|    | Giappone (bandiera)  | A     | Kazuo Ozaki         |
|    | Germania (bandiera)  | A     | Waldemar Steubing   |
|    | Germania (bandiera)  | A     | Rüdiger Wenzel      |

## Organigramma societario
Area tecnica
- Allenatore: Helmut Schulte
- Allenatore in seconda: Seppo Eichkorn
- Preparatore dei portieri:
- Preparatori atletici: Ronald Wollmann

## Calciomercato

### Sessione estiva
| Acquisti | Acquisti          | Acquisti          | Acquisti |
| R.       | Nome              | da                | Modalità |
| -------- | ----------------- | ----------------- | -------- |
| C        | Egon Flad         | Blau-Weiß Berlin  |          |
| C        | Peter Knäbel      | Bochum            |          |
| D        | Ján Kocian        | Dukla B.B.        |          |
| C        | Klaus Ottens      | Herzlake          |          |
| A        | Kazuo Ozaki       | Arminia Bielefeld |          |
| A        | Waldemar Steubing | Ulma              |          |

| Cessioni | Cessioni      | Cessioni              | Cessioni |
| R.       | Nome          | a                     | Modalità |
| -------- | ------------- | --------------------- | -------- |
| A        | Fred Klaus    | Amburgo               |          |
| C        | Stefan Studer | Eintracht Francoforte |          |

### Sessione invernale
| Acquisti | Acquisti | Acquisti | Acquisti |
| R.       | Nome     | da       | Modalità |
| -------- | -------- | -------- | -------- |

| Cessioni | Cessioni | Cessioni | Cessioni |
| R.       | Nome     | a        | Modalità |
| -------- | -------- | -------- | -------- |

## Risultati

### Bundesliga

#### Girone di andata
| Arbitro: | Richmann |

|  |           |               |
|  | Marcatori | 85’ Metschies |

| Bochum 30 luglio 1988, ore 15:30 CEST 2ª giornata | Bochum | 0 – 0 referto | St. Pauli | Ruhrstadion (13 000 spett.)\| Arbitro: \| Brehm \| |
| Arbitro:                                          | Brehm  |               |           |                                                    |

| Arbitro: | Mierswa |

|                            |           |  |
| Flad 63’ (rig.) Kocian 72’ | Marcatori |  |

| Arbitro: | Kriegelstein |

|                                          |           |              |
| Glesius 31’ Raab 88’ Harforth 89’ (rig.) | Marcatori | 51’ Steubing |

| Arbitro: | Broska |

|                      |           |            |
| Golke 66’ Gronau 86’ | Marcatori | 14’ Walter |

| Arbitro: | Tritschler |

|           |           |            |
| Kaltz 68’ | Marcatori | 85’ Kocian |

| Arbitro: | Weber |

|          |           |              |
| Duve 49’ | Marcatori | 76’ Hartmann |

| Arbitro: | Boos |

|                   |           |                         |
| Täuber 7’ Cha 40’ | Marcatori | 57’ Steubing 75’ Ottens |

| Arbitro: | Amerell |

|            |           |           |
| Gronau 58’ | Marcatori | 1’ Criens |

| Brema 8 ottobre 1988, ore 15:30 CET 10ª giornata | Werder Brema | 0 – 0 referto | St. Pauli | Weserstadion (17 727 spett.)\| Arbitro: \| Kentsch \| |
| Arbitro:                                         | Kentsch      |               |           |                                                       |

| Arbitro: | Strigel |

|           |           |  |
| Golke 49’ | Marcatori |  |

| Arbitro: | Kautschor |

|                    |           |                          |
| Reich 47’ Kohn 85’ | Marcatori | 42’ Bargfrede 83’ Gronau |

| Amburgo 5 novembre 1988, ore 14:00 CET 13ª giornata | St. Pauli | 0 – 0 referto | Bayern Monaco | Millerntor-Stadion (20 551 spett.)\| Arbitro: \| Krug \| |
| Arbitro:                                            | Krug      |               |               |                                                          |

| Arbitro: | Löwer |

|                        |           |                     |
| Hein 17’ Schindler 51’ | Marcatori | 42’ Olck 62’ Gronau |

| Arbitro: | Umbach |

|                                  |           |           |
| Bockenfeld 71’ (aut.) Wenzel 75’ | Marcatori | 63’ Meyer |

| Arbitro: | Brehm |

|  |           |            |
|  | Marcatori | 24’ Häßler |

| Krefeld 3 dicembre 1988, ore 15:30 CET 17ª giornata | Bayer Uerdingen | 0 – 0 referto | St. Pauli | Grotenburg Stadion (8 000 spett.)\| Arbitro: \| Birlenbach \| |
| Arbitro:                                            | Birlenbach      |               |           |                                                               |

#### Girone di ritorno
| Arbitro: | Pauly |

|                                                              |           |                                      |
| Philipkowski 14’ Wirsching 23’, 82’ Sané 68’ Flad 79’ (aut.) | Marcatori | 6’ Golke 21’ Flad 41’ (aut.) Brunner |

| Arbitro: | Wittke |

|            |           |  |
| Zander 56’ | Marcatori |  |

| Arbitro: | Weber |

|                     |           |                 |
| Bakalorz 37’ (rig.) | Marcatori | 79’ (rig.) Flad |

| Arbitro: | Föckler |

|            |           |  |
| Zander 34’ | Marcatori |  |

| Arbitro: | Broska |

|                         |           |           |
| Walter 48’ Hartmann 89’ | Marcatori | 11’ Golke |

| Arbitro: | Assenmacher |

|           |           |                          |
| Wenzel 2’ | Marcatori | 7’ von Heesen 34’ Furtok |

| Arbitro: | Löwer |

|              |           |  |
| Labbadia 83’ | Marcatori |  |

| Arbitro: | Fux |

|                     |           |  |
| Zander 4’ Dahms 31’ | Marcatori |  |

| Arbitro: | Matheis |

|                 |           |                      |
| Criens 25’, 55’ | Marcatori | 20’ Golke 65’ Wenzel |

| Arbitro: | Scheuerer |

|                 |           |                                         |
| Flad 40’ (rig.) | Marcatori | 9’ Neubarth 45’ Ordenewitz 69’ Bratseth |

| Dortmund 6 maggio 1989, ore 15:30 CEST 28ª giornata | Borussia Dortmund | 0 – 0 referto | St. Pauli | Westfalenstadion (27 870 spett.)\| Arbitro: \| Brehm \| |
| Arbitro:                                            | Brehm             |               |           |                                                         |

| Arbitro: | Tritschler |

|            |           |           |
| Zander 69’ | Marcatori | 30’ Groth |

| Arbitro: | Merk |

|                          |           |          |
| Wegmann 17’ Pflügler 47’ | Marcatori | 55’ Duve |

| Arbitro: | Kriegelstein |

|            |           |  |
| Zander 26’ | Marcatori |  |

| Arbitro: | Kautschor |

|                           |           |            |
| Bührer 22’ Dickgießer 78’ | Marcatori | 63’ Zander |

| Arbitro: | Föckler |

|                                          |           |                       |
| Steiner 36’ Rahn 57’ Götz 67’ Janßen 88’ | Marcatori | 5’ Golke 85’ Großkopf |

| Arbitro: | Schmidhuber |

|                                         |           |           |
| Golke 51’, 54’, 82’ Duve 61’ Zander 75’ | Marcatori | 78’ Kuntz |

### Coppa di Germania
| Arbitro: | Scheuerer |

|                     |           |                      |
| Kohr 28’ Schulz 52’ | Marcatori | 90’ (rig.) Bargfrede |

## Statistiche

### Statistiche di squadra
| Competizione      | Punti | In casa | In casa | In casa | In casa | In casa | In casa | In trasferta | In trasferta | In trasferta | In trasferta | In trasferta | In trasferta | Totale | Totale | Totale | Totale | Totale | Totale | DR |
| Competizione      | Punti | G       | V       | N       | P       | Gf      | Gs      | G            | V            | N            | P            | Gf           | Gs           | G      | V      | N      | P      | Gf     | Gs     | DR |
| ----------------- | ----- | ------- | ------- | ------- | ------- | ------- | ------- | ------------ | ------------ | ------------ | ------------ | ------------ | ------------ | ------ | ------ | ------ | ------ | ------ | ------ | -- |
| Bundesliga        | 32    | 17      | 9       | 4       | 4       | 22      | 13      | 17           | 0            | 10           | 7            | 19           | 29           | 34     | 9      | 14     | 11     | 41     | 42     | -1 |
| Coppa di Germania | -     | 0       | 0       | 0       | 0       | 0       | 0       | 1            | 0            | 0            | 1            | 1            | 2            | 1      | 0      | 0      | 1      | 1      | 2      | -1 |
| Totale            | 32    | 17      | 9       | 4       | 4       | 22      | 13      | 18           | 0            | 10           | 8            | 20           | 31           | 35     | 9      | 14     | 12     | 42     | 44     | -2 |

### Andamento in campionato
| Giornata  | 1  | 2  | 3 | 4  | 5  | 6  | 7 | 8  | 9  | 10 | 11 | 12 | 13 | 14 | 15 | 16 | 17 | 18 | 19 | 20 | 21 | 22 | 23 | 24 | 25 | 26 | 27 | 28 | 29 | 30 | 31 | 32 | 33 | 34 |
| --------- | -- | -- | - | -- | -- | -- | - | -- | -- | -- | -- | -- | -- | -- | -- | -- | -- | -- | -- | -- | -- | -- | -- | -- | -- | -- | -- | -- | -- | -- | -- | -- | -- | -- |
| Luogo     | C  | T  | C | T  | C  | T  | C | T  | C  | T  | C  | T  | C  | T  | C  | C  | T  | T  | C  | T  | C  | T  | C  | T  | C  | T  | C  | T  | C  | T  | C  | T  | T  | C  |
| Risultato | P  | N  | V | P  | V  | N  | N | N  | N  | N  | V  | N  | N  | N  | V  | P  | N  | P  | V  | N  | V  | P  | P  | P  | V  | N  | P  | N  | N  | P  | V  | P  | P  | V  |
| Posizione | 16 | 15 | 8 | 13 | 11 | 11 | 9 | 11 | 10 | 11 | 11 | 11 | 11 | 10 | 10 | 10 | 10 | 13 | 10 | 9  | 7  | 10 | 11 | 12 | 11 | 10 | 11 | 11 | 11 | 12 | 11 | 12 | 12 | 10 |

Legenda:

Luogo: C = Casa; T = Trasferta. Risultato: V = Vittoria; N = Pareggio; P = Sconfitta.

### Statistiche dei giocatori
| Giocatore    | Bundesliga | Bundesliga | Bundesliga  | Bundesliga | Coppa di Germania | Coppa di Germania | Coppa di Germania | Coppa di Germania | Totale   | Totale | Totale      | Totale     |
| Giocatore    | Presenze   | Reti       | Ammonizioni | Espulsioni | Presenze          | Reti              | Ammonizioni       | Espulsioni        | Presenze | Reti   | Ammonizioni | Espulsioni |
| ------------ | ---------- | ---------- | ----------- | ---------- | ----------------- | ----------------- | ----------------- | ----------------- | -------- | ------ | ----------- | ---------- |
| H. Bargfrede | 13         | 1          | 2           | 0          | 1                 | 1                 | 0                 | 0                 | 14       | 2      | 2           | 0          |
| A. Bistram   | 3          | 0          | 0           | 0          | 0                 | 0                 | 0                 | 0                 | 3        | 0      | 0           | 0          |
| M. Dahms     | 22         | 1          | 4           | 0          | 1                 | 0                 | 1                 | 0                 | 23       | 1      | 5           | 0          |
| J. Duve      | 33         | 3          | 5           | 0          | 1                 | 0                 | 0                 | 0                 | 34       | 3      | 5           | 0          |
| E. Flad      | 32         | 4          | 8           | 0          | 1                 | 0                 | 1                 | 0                 | 33       | 4      | 9           | 0          |
| A. Golke     | 33         | 9          | 5           | 0          | 1                 | 0                 | 0                 | 0                 | 34       | 9      | 5           | 0          |
| J. Gronau    | 33         | 4          | 4           | 0          | 1                 | 0                 | 0                 | 0                 | 34       | 4      | 4           | 0          |
| J. Großkopf  | 7          | 1          | 1           | 0          | 0                 | 0                 | 0                 | 0                 | 7        | 1      | 1           | 0          |
| V. Ippig     | 31         | 0          | 1           | 0          | 1                 | 0                 | 0                 | 0                 | 32       | 0      | 1           | 0          |
| M. Jensen    | 0          | 0          | 0           | 0          | 0                 | 0                 | 0                 | 0                 | 0        | 0      | 0           | 0          |
| P. Knäbel    | 21         | 0          | 5           | 0          | 1                 | 0                 | 0                 | 0                 | 22       | 0      | 5           | 0          |
| J. Kocian    | 28         | 2          | 11          | 0          | 1                 | 0                 | 1                 | 0                 | 29       | 2      | 12          | 0          |
| R. Kock      | 1          | 0          | 0           | 0          | 0                 | 0                 | 0                 | 0                 | 1        | 0      | 0           | 0          |
| B. Olck      | 25         | 1          | 3           | 0          | 0                 | 0                 | 0                 | 0                 | 25       | 1      | 3           | 0          |
| K. Ottens    | 25         | 1          | 2           | 0          | 1                 | 0                 | 0                 | 0                 | 26       | 1      | 2           | 0          |
| K. Ozaki     | 6          | 0          | 0           | 0          | 0                 | 0                 | 0                 | 0                 | 6        | 0      | 0           | 0          |
| W. Steubing  | 29         | 2          | 0           | 0          | 1                 | 0                 | 0                 | 0                 | 30       | 2      | 0           | 0          |
| K. Thomforde | 3          | 0          | 0           | 0          | 0                 | 0                 | 0                 | 0                 | 3        | 0      | 0           | 0          |
| A. Trulsen   | 32         | 0          | 7           | 0          | 1                 | 0                 | 0                 | 0                 | 33       | 0      | 7           | 0          |
| K. Ulbricht  | 3          | 0          | 1           | 0          | 0                 | 0                 | 0                 | 0                 | 3        | 0      | 1           | 0          |
| R. Wenzel    | 15         | 3          | 1           | 0          | 0                 | 0                 | 0                 | 0                 | 15       | 3      | 1           | 0          |
| D. Zander    | 32         | 7          | 7           | 0          | 1                 | 0                 | 0                 | 0                 | 33       | 7      | 7           | 0          |